# Bruno Ruffo
Bruno Ruffo   (Colognola ai Colli, 9 de desembre de 1920 - Verona, 10 de febrer de 2007) fou un pilot de motociclisme italià que va guanyar dos Campionats del Món de 250cc i un de 125cc al tombant de la dècada del 1940. També va guanyar dos campionats d'Itàlia de 250cc a la mateixa època.
El 1949, Ruffo guanyà el campionat inaugural de 250cc amb la Moto Guzzi oficial. Durant la temporada de 1950, Ruffo es va molestar pel fet que Moto Guzzi li va donar instruccions perquè deixés guanyar el mundial al seu company d'equip, Maurice Cann, mentre ell acabà tercer. Aquell any mateix, Ruffo guanyà el mundial de 125cc amb una Mondial. El 1951, revalidà el títol de 250cc amb quatre victòries.
Ruffo es retirà el 1952 després d'un accident i obrí un reeixit negoci de lloguer de vehicles a Verona, on es va morir el 2007 a 86 anys.

## Resultats al Mundial de motociclisme
Barem de puntuació de 1949:
| Posició | 1  | 2 | 3 | 4 | 5 | Volta ràpida |
| Punts   | 10 | 8 | 7 | 6 | 5 | 1            |

Barem de puntuació de 1950 a 1968:
| Posició | 1 | 2 | 3 | 4 | 5 | 6 |
| Punts   | 8 | 6 | 4 | 3 | 2 | 1 |

(Ids. Grans Premis | Llegenda) (Curses en negreta indiquen pole; curses en  itàlica indiquen volta ràpida)
| Any  | Categoria | Equip      | 1     | 2     | 3     | 4     | 5     | 6     | 7     | 8     | Punts | Posició | Victòries |
| ---- | --------- | ---------- | ----- | ----- | ----- | ----- | ----- | ----- | ----- | ----- | ----- | ------- | --------- |
| 1949 | 250cc     | Moto Guzzi | IOM - | CH 1  | ULS 2 | NAT 4 |       |       |       |       | 24    | 1r      | 1         |
| 1950 | 125cc     | Mondial    |       | DTT 1 |       | ULS 2 | NAT 4 |       |       |       | 17    | 1r      | 1         |
| 1950 | 250cc     | Moto Guzzi | IOM - |       | CH 2  | ULS - | NAT - |       |       |       | 6     | 3r      | 0         |
| 1951 | 250cc     | Moto Guzzi | ESP - | CH 2  | IOM - | BEL - | DTT - | FRA 1 | ULS 1 | NAT 3 | 22    | 1r      | 2         |
| 1951 | 500cc     | Moto Guzzi | ESP - | CH -  | IOM - | BEL - | DTT - | FRA - | ULS - | NAT 5 | 2     | 19è     | 0         |
| 1952 | 250cc     | Moto Guzzi | CH -  | IOM 6 | DTT 2 | GER - | ULS - | NAT - |       |       | 7     | 6è      | 0         |